# Patrícia de Melo Moreira
Patrícia de Melo Moreira (Lisboa, 9 de maio de 1983) é uma fotojornalista portuguesa e a primeira mulher a ganhar o Prémio Estação Imagem.

## Biografia
Patrícia de Melo Moreira nasceu em 1983 em Lisboa e o seu interesse por fotografia começou muito cedo tendo-se formado na Escola Técnica de Imagem e Comunicação de Lisboa. Em 2000 iniciou a carreira de fotojornalista e em 2010 começou a trabalhar na agência noticiosa France-Presse (AFP).
Em 2012, Patrícia fez a cobertura da manifestação da Greve Geral, em Lisboa e foi referenciada por diversos órgãos de comunicação social porque foi uma das pessoas agredidas, por forças policiais, enquanto fotografava a manifestação.
A reportagem Verão Negro, com que ganhou o Festival Estação Imagem foi um trabalho que realizou para a AFP e que ilustra os incêndios que deflagraram, em Portugal, no ano 2017.
Em 2018, foi vencedora do prémio de fotojornalismo, Prémio Estação Imagem 2018, na 9.ª edição do Festival Estação Imagem, com a foto reportagem Verão Negro. Na edição de 2018 estiveram a concurso 245 reportagens e Patrícia de Melo Moreira foi a primeira fotojornalista mulher, de todas as edições do festival, a arrecadar este prémio principal do Estação Imagem
O presidente do juri, Santiago Lyon, considerou que as fotografias de Patrícia de Melo Moreira, em torno dos fogos de 2017, captaram “o drama” dos incêndios, num trabalho “muito urgente e poderoso”. O prémio recebido é um dos mais importantes prémios de fotografia da Península Ibérica.
Em 2017, Patrícia foi autora de uma fotografia do Papa Francisco, a tocar na estátua de Nossa Senhora de Fátima, na Capelinha das Aparições, no Santuário de Fátima. Esta fotografia foi considerada pela revista Atlantic como sendo uma das melhores (em sexto lugar entre 25 fotografias) do ano 2017.
Em 2020, o jornal The Guardian nomeou-a para o prémio Fotógrafo de Agência 2020. 
Em setembro de 2020, foi uma das fotojornalistas a participar na exposição Diário de Uma Pandemia que reuniu trabalhos de 130 fotojornalistas e fotógrafos portugueses, na Galeria CC11, em Lisboa. Esta exposição retratou o período de confinamento vivido em Portugal aquando da pandemia de COVID-19.
Em 2021, apresentou a exposição "My Portugal" no festival Visa pour l'Image e, em 2022, expôs "Passado-Presente", em diversos locais incluindo Lisboa, Oeiras ou Barreiro.
O portfólio de Melo Moreira abrange temáticas que vão desde o desporto, a manifestações sociais, à política ou à moda. Muitas das suas fotografias são publicadas no mundo inteiro.